# Wiesław Leoński
Wiesław Jan Leoński (ur. 13 grudnia 1961 w Poznaniu) – polski fizyk, profesor nauk fizycznych, profesor Uniwersytetu Zielonogórskiego.

## Życiorys
W 1984 ukończył studia fizyczne na Uniwersytecie im. Adama Mickiewicza w Poznaniu. Doktoryzował się w 1988 na macierzystej uczelni na podstawie rozprawy: Widmo fotoelektronów dla układów z kilkoma stanami autojonizującymi w polu laserowym, której promotorem był dr hab. Ryszard Tanaś. Stopień naukowy doktora habilitowanego uzyskał w 2002 na UAM w oparciu o pracę pt. Ewolucja układów kwantowych z nieliniowością typu Kerra. Tytuł profesora nauk fizycznych otrzymał 11 czerwca 2015.
W latach 1984–2009 był nauczycielem akademickim na Uniwersytecie im. Adama Mickiewicza w Poznaniu. W 2009 podjął pracę na Uniwersytecie Zielonogórskim, na którym objął stanowisko profesora nadzwyczajnego i został kierownikiem Zakładu Optyki i Inżynierii Kwantowej (był inicjatorem jego powstania) w Instytucie Fizyki na Wydziale Fizyki i Astronomii. W 2016 objął stanowisko profesora zwyczajnego UZ (po zmianach prawnych profesora).
Specjalizuje się w fizyce teoretycznej, optyce kwantowej i optyce nieliniowej. Opublikował ponad 110 prac i ponad 300 recenzji, wypromował trzech doktorów.
Otrzymał tytuł Distinguished Referee (2017), przyznawany przez „The European Physical Journal” dla szczególnie wyróżniających się recenzentów. Dwukrotnie uhonorowany przez platformę Publons nagrodą Top 1% in Field dla recenzentów czasopism fizycznych (2018, 2019).